# Julian Valarino
Julian John Valarino (Gibilterra, 23 giugno 2000) è un calciatore gibilterriano, difensore dell'Europa FC e della nazionale gibilterriana.

## Carriera

### Club
Ha giocato nella massima serie di Gibilterra. Il 10 agosto 2021 ha esordito con la maglia dei Lincoln Red Imps nelle competizioni UEFA per club disputando gli ultimi quattro minuti della partita dei turni preliminari di Europa League pareggiata per 1-1 sul campo dello Slovan Bratislava.

### Nazionale
Il 24 marzo 2021 ha debuttato con la nazionale gibilterriana giocando l'incontro perso 0-3 contro la Norvegia, valido per le qualificazioni al campionato mondiale di calcio 2022.

## Statistiche

### Cronologia presenze e reti in nazionale
| Cronologia completa delle presenze e delle reti in nazionale ― Gibilterra | Cronologia completa delle presenze e delle reti in nazionale ― Gibilterra | Cronologia completa delle presenze e delle reti in nazionale ― Gibilterra | Cronologia completa delle presenze e delle reti in nazionale ― Gibilterra | Cronologia completa delle presenze e delle reti in nazionale ― Gibilterra | Cronologia completa delle presenze e delle reti in nazionale ― Gibilterra | Cronologia completa delle presenze e delle reti in nazionale ― Gibilterra | Cronologia completa delle presenze e delle reti in nazionale ― Gibilterra |
| Data                                                                      | Città                                                                     | In casa                                                                   | Risultato                                                                 | Ospiti                                                                    | Competizione                                                              | Reti                                                                      | Note                                                                      |
| ------------------------------------------------------------------------- | ------------------------------------------------------------------------- | ------------------------------------------------------------------------- | ------------------------------------------------------------------------- | ------------------------------------------------------------------------- | ------------------------------------------------------------------------- | ------------------------------------------------------------------------- | ------------------------------------------------------------------------- |
| 24-3-2021                                                                 | Gibilterra                                                                | Gibilterra                                                                | 0 – 3                                                                     | Norvegia                                                                  | Qual. Mondiali 2022                                                       | -                                                                         | 78’                                                                       |
| 27-3-2021                                                                 | Podgorica                                                                 | Montenegro                                                                | 4 – 1                                                                     | Gibilterra                                                                | Qual. Mondiali 2022                                                       | -                                                                         | 81’                                                                       |
| 30-3-2021                                                                 | Gibilterra                                                                | Gibilterra                                                                | 0 – 7                                                                     | Paesi Bassi                                                               | Qual. Mondiali 2022                                                       | -                                                                         | 81’                                                                       |
| 4-6-2021                                                                  | Capodistria                                                               | Slovenia                                                                  | 6 – 0                                                                     | Gibilterra                                                                | Amichevole                                                                | -                                                                         | 37’                                                                       |
| 7-6-2021                                                                  | Andorra la Vella                                                          | Andorra                                                                   | 0 – 0                                                                     | Gibilterra                                                                | Amichevole                                                                | -                                                                         | 80’                                                                       |
| 1-9-2021                                                                  | Riga                                                                      | Lettonia                                                                  | 3 – 1                                                                     | Gibilterra                                                                | Qual. Mondiali 2022                                                       | -                                                                         | 64’                                                                       |
| 4-9-2021                                                                  | Gibilterra                                                                | Gibilterra                                                                | 0 – 3                                                                     | Turchia                                                                   | Qual. Mondiali 2022                                                       | -                                                                         |                                                                           |
| 7-9-2021                                                                  | Oslo                                                                      | Norvegia                                                                  | 5 – 1                                                                     | Gibilterra                                                                | Qual. Mondiali 2022                                                       | -                                                                         | 65’                                                                       |
| 8-10-2021                                                                 | Gibilterra                                                                | Gibilterra                                                                | 0 – 3                                                                     | Montenegro                                                                | Qual. Mondiali 2022                                                       | -                                                                         |                                                                           |
| 11-10-2021                                                                | Rotterdam                                                                 | Paesi Bassi                                                               | 6 – 0                                                                     | Gibilterra                                                                | Qual. Mondiali 2022                                                       | -                                                                         |                                                                           |
| 13-11-2021                                                                | Istanbul                                                                  | Turchia                                                                   | 6 – 0                                                                     | Gibilterra                                                                | Qual. Mondiali 2022                                                       | -                                                                         | 46’                                                                       |
| 16-11-2021                                                                | Gibilterra                                                                | Gibilterra                                                                | 1 – 3                                                                     | Lettonia                                                                  | Qual. Mondiali 2022                                                       | -                                                                         | 76’                                                                       |
| 23-3-2022                                                                 | Gibilterra                                                                | Gibilterra                                                                | 0 – 0                                                                     | Grenada                                                                   | Amichevole                                                                | -                                                                         | 62’                                                                       |
| 26-3-2022                                                                 | Gibilterra                                                                | Gibilterra                                                                | 0 – 0                                                                     | Fær Øer                                                                   | Amichevole                                                                | -                                                                         | 60’                                                                       |
| 2-6-2022                                                                  | Tbilisi                                                                   | Georgia                                                                   | 4 – 0                                                                     | Gibilterra                                                                | UEFA Nations League 2022-2023 - 1º turno                                  | -                                                                         | 66’                                                                       |
| 5-6-2022                                                                  | Gibilterra                                                                | Gibilterra                                                                | 0 – 2                                                                     | Macedonia del Nord                                                        | UEFA Nations League 2022-2023 - 1º turno                                  | -                                                                         | 78’                                                                       |
| 9-6-2022                                                                  | Gibilterra                                                                | Gibilterra                                                                | 1 – 1                                                                     | Bulgaria                                                                  | UEFA Nations League 2022-2023 - 1º turno                                  | -                                                                         | 85’                                                                       |
| 12-6-2022                                                                 | Skopje                                                                    | Macedonia del Nord                                                        | 4 – 0                                                                     | Gibilterra                                                                | UEFA Nations League 2022-2023 - 1º turno                                  | -                                                                         | 74’                                                                       |
| 16-11-2022                                                                | Gibilterra                                                                | Gibilterra                                                                | 2 – 0                                                                     | Liechtenstein                                                             | Amichevole                                                                | -                                                                         | 75’                                                                       |
| 19-11-2022                                                                | Gibilterra                                                                | Gibilterra                                                                | 1 – 0                                                                     | Andorra                                                                   | Amichevole                                                                | -                                                                         | 65’ 90+2’                                                                 |
| 24-3-2023                                                                 | Faro                                                                      | Gibilterra                                                                | 0 – 3                                                                     | Grecia                                                                    | Qual. Euro 2024                                                           | -                                                                         | 62’                                                                       |
| 27-3-2023                                                                 | Rotterdam                                                                 | Paesi Bassi                                                               | 3 – 0                                                                     | Gibilterra                                                                | Qual. Euro 2024                                                           | -                                                                         | 87’                                                                       |
| 4-9-2024                                                                  | Gibilterra                                                                | Gibilterra                                                                | 1 – 0                                                                     | Andorra                                                                   | Amichevole                                                                | -                                                                         | 67’                                                                       |
| 8-9-2024                                                                  | Gibilterra                                                                | Gibilterra                                                                | 2 – 2                                                                     | Liechtenstein                                                             | UEFA Nations League 2024-2025 - 1º turno                                  | -                                                                         | 73’                                                                       |
| 22-3-2025                                                                 | Nikšić                                                                    | Montenegro                                                                | 3 – 1                                                                     | Gibilterra                                                                | Qual. Mondiali 2026                                                       | -                                                                         | 65’                                                                       |
| 6-6-2025                                                                  | Faro                                                                      | Gibilterra                                                                | 0 – 7                                                                     | Croazia                                                                   | Qual. Mondiali 2026                                                       | -                                                                         | 62’                                                                       |
| 9-6-2025                                                                  | Tórshavn                                                                  | Fær Øer                                                                   | 2 – 1                                                                     | Gibilterra                                                                | Qual. Mondiali 2026                                                       | -                                                                         | 83’                                                                       |
| Totale                                                                    |                                                                           | Presenze                                                                  | 27                                                                        |                                                                           | Reti                                                                      | 0                                                                         |                                                                           |

## Palmarès

### Club

#### Competizioni nazionali
- Campionato gibilterriano: 1

Lincoln Red Imps: 2024-2025